# Aparallactus nigriceps
Aparallactus nigriceps (мозамбіцький багатоніжкоїд) — вид отруйних змій родини земляних гадюк (Atractaspididae). Ендемік Мозамбіку.

## Поширення і екологія
Мозамбіцькі багатоніжкоїди мешкають в прибережних районах на південному сході Мозамбіку. Вони живуть в сухих саванах, поблизу термітників.